# Tamgrinia rectangularis
Tamgrinia rectangularis is een spinnensoort in de taxonomische indeling van de nachtkaardespinnen (Amaurobiidae).
Het dier behoort tot het geslacht Tamgrinia. De wetenschappelijke naam van de soort werd voor het eerst geldig gepubliceerd in 2006 door Yajun Xu & S. Q. Li.